# Diane Haigh
Diane Haigh, född 2 maj 1949 i Kendal, Cumbria, död 31 juli 2022 i Cambridge, Cambridgeshire, var en brittisk arkitekt och fakultetsmedlem vid University of Cambridge. Hon ritade renoveringen av Royal Festival Hall 2007 liksom många andra renoveringar av historiska byggnader.

## Biografi

### Tidigt liv
Haigh föddes 1949 i Kendal. Hennes far, Donald Haigh, var arkitekt. Hon studerade arkitektur vid Newnham College vid University of Cambridge, tog examen 1971 och avlade senare en doktorandexamen vid Cambridges Darwin College. Hon gifte sig med William Fawcett, en arkitektkollega som hon hade träffat i Cambridge och som hon ofta arbetade med.

### Karriär
1982 flyttade Haigh, Fawcett och deras två små barn till Hong Kong, där Haigh undervisade vid University of Hong Kong Department of Architecture fram till 1985. De återvände till Cambridge 1986 och Haigh började arbeta för Freeland Rees Roberts; hennes arbete där var bland annat restaureringen av en del av Thorpe Hall i Peterborough för användning som hospice. I början av 1990-talet samarbetade Haigh och Fawcett om restaureringen av fem hus designade av Baillie Scott i Cambridge, och publicerade en bok med titeln Baillie Scott: The Artistic House about the houses.
Från 1995 till 2016 var Haigh studierektor vid Trinity Hall, Cambridge, och tillbringade sina vardagar med att arbeta i London och sina helger med att handleda studenter i Cambridge. Hon flyttade till arkitektbyrån Allies and Morrison 1996 som direktör och stannade kvar på byrån till 2016. På Allies and Morrison ledde hon projekt som renoveringen av Queen's House, för att det skulle uppfylla moderna tillgänglighetsstandard (1999), omvandlingen av Scott Baillies hus Blackwell till ett konstgalleri (2001) och renoveringen av Observatoriet i Greenwich (2007) samt Royal Festival Hall (2007). Haighs arbete med dessa historiska byggnader påverkade vägledningen från English Heritage – som tidigare hade protesterat mot hennes föreslagna design – om principerna för bevarande och restaurering. Hon utsågs till chef för designgranskningen vid Commission for Architecture and the Built Environment 2007.

### Död
Senare i livet hade Haigh nedsatt rörlighet. Hon dog oväntat den 31 juli 2022.